# Philippe Olivier
Philippe Olivier (ur. 30 sierpnia 1961 w Juvisy-sur-Orge) – francuski polityk, prawnik i samorządowiec, szwagier i doradca Marine Le Pen, poseł do Parlamentu Europejskiego IX i X kadencji.

## Życiorys
Mąż Marie-Caroline Le Pen, córki Jeana-Marie Le Pena i siostry Marine Le Pen. Z wykształcenia prawnik, kształcił się na Université Paris-Est-Créteil-Val-de-Marne. Był oficerem Marine nationale, pracował później jako prawnik w przedsiębiorstwie transportowym.
W 1979 wstąpił do Frontu Narodowego. W latach 1992–2004 zasiadał przez dwie kadencje w radzie regionu Île-de-France, był również radnym miejscowości Maisons-Alfort. W ramach FN należał do głównych współpracowników Jeana-Marie Le Pena, współtworzył teksty jego wystąpień, a w 1995 był bliski uzyskania nominacji na sekretarza generalnego partii. W 1998 po konflikcie wewnątrz ugrupowania Philippe Olivier dołączył do Narodowego Ruchu Republikańskiego, który założył Bruno Mégret. Działał w tej formacji do 2000.
W późniejszych latach współpracował z Marine Le Pen jako jej doradca. Później jednak działał w ruchu Powstań Francjo Nicolasa Dupont-Aignana. Został w międzyczasie radnym miejskim w Draveil. Od 2015 ponownie związany z Frontem Narodowym jako specjalny doradca przewodniczącej partii. Określany jako główny inicjator zmiany linii politycznej FN, prowadzącej m.in. do przekształcenia formacji w 2018 w Zjednoczenie Narodowe. W tym samym roku dołączył do biura krajowego ugrupowania. Znalazł się też w składzie trzyosobowego gabinetu politycznego skupiającego najbliższych współpracowników Marine Le Pen.
W wyborach w 2019 uzyskał mandat eurodeputowanego IX kadencji. Z powodzeniem ubiegał się o reelekcję w 2024.